# 彬州市
彬州市（ひんしゅう-し）は、中華人民共和国陝西省咸陽市に位置する県級市。

## 歴史
秦・漢代には漆県といい、新代には漆治県といった。漢代には鉄官が置かれた。468年（皇興2年）、北魏により白土県が設置された。584年（開皇4年）、隋により白土県は新平県と改称された。1370年（洪武3年）、明により新平県は廃止され邠州の直轄となった。1913年（民国2年）、邠州が廃止されて邠県が設置された。1964年、邠県が同音の彬県に改称された。2018年5月、県級市の彬州市に昇格した。

## 行政区画
- 街道:城関街道
- 鎮:北極鎮、新民鎮、竜高鎮、永楽鎮、義門鎮、水口鎮、韓家鎮、太峪鎮